# Bielorrusia en los Juegos Olímpicos de Pekín 2008
Bielorrusia estuvo representada en los Juegos Olímpicos de Pekín 2008 por un total de 177 deportistas que compitieron en 24 deportes.  
El portador de la bandera en la ceremonia de apertura fue el esgrimidor Alexandr Romankov.

## Medallistas
El equipo olímpico bielorruso obtuvo las siguientes medallas:
| Nombre | Deporte            | Competición        |
| --- | ------------------ | ------------------ |
| Oro |                    |                    |
| Axana Miankova                                                                                            | Atletismo          | Martillo F         |
| Andrei Aramnau                                                                                            | Halterofilia       | 105 kg M           |
| Andrei Bahdanovich Aliaxandr Bahdanovich                                                                  | Piragüismo         | C2 1000 m M        |
| Raman Piatrushenka Aliaxei Abalmasau Artur Litvinchuk Vadzim Majneu                                       | Piragüismo         | K4 1000 m M        |
| Plata |                    |                    |
| Natalia Mijnevich                                                                                         | Atletismo          | Peso F             |
| Andrei Krauchanka                                                                                         | Atletismo          | Decatlón M         |
| Vadim Deviatovski                                                                                         | Atletismo          | Martillo M         |
| Inna Zhukova                                                                                              | Gimnasia rítmica   | Individual F       |
| Andrei Rybakou                                                                                            | Halterofilia       | 85 kg M            |
| Murad Gaidarov                                                                                            | Lucha libre        | 74 kg M            |
| Bronce |                    |                    |
| Andrei Mijnevich                                                                                          | Atletismo          | Peso M             |
| Nadzeya Astapchuk                                                                                         | Atletismo          | Peso F             |
| Ivan Tsijan                                                                                               | Atletismo          | Martillo M         |
| Alesia Babushkina Nastassia Ivankova Zinaida Lunina Glafira Martinovich Xeniya Sankovich Alina Tumilovich | Gimnasia rítmica   | Equipos F          |
| Nastassia Novikava                                                                                        | Halterofilia       | 53 kg F            |
| Mijail Siamionau                                                                                          | Lucha grecorromana | 66 kg M            |
| Anastasiya Samusevich                                                                                     | Pentatlón moderno  | Individual F       |
| Vadzim Majneu Raman Piatrushenka                                                                          | Piragüismo         | K2 500 m M         |
| Yekaterina Karsten                                                                                        | Remo               | Scull ind. (W1x) F |
| Yuliya Bichyk Natalia Helaj                                                                               | Remo               | Dos pares (W2-) F  |